# Герой 3D
«Герой 3D» — кінофільм режисера Стівена Фанга, що вийшов на екрани в 2012 році.

## Зміст
Надзвичайно обдаровану дитину Яна Лучана всі вважають місцевим дурником, тим не менш, мати Яна пропонує йому вивчити бойові мистецтва. Підкорившись її бажанням, Ян відправляється у віддалене село Чень навчатися тай-цзи. У цьому легендарному селі всі практикують тай-цзи, і використовують його в повсякденному житті. Однак жителям села заборонено розкривати аспекти тай-цзи чужинцям, і Ян дізнався про це на власному досвіді.

## Ролі
| Актор            | Роль   |
| ---------------- | ------ |
| Деніел Ву        | -      |
| Юань Сяочао      | -      |
| Шу Ци            | -      |
| Тоні Люн Ка Фай  | ч-мчсм |
| Анджела дівчинка | -      |
| Едді Пен         | -      |
| Петер Стормаре   | -      |
| Джейд Сюй        | -      |
| Юень Бяо         | -      |

## Знімальна група
- Режисер — Стівен Фанг
- Сценарист — Чень Ко-фу
- Продюсер — Чень Ко-фу